# Федра (Жан Расин)
„Федра“ (на френски: Phèdre) е трагедия в пет действия на френския драматург Жан Расин. Тя е написана през 1677 г. и е шедьовърът на зрялото му творчество. Много изследователи смятат, че последната му трагедия „Федра“ е най-добрата му творба, в която драматургическият му гений е достигнал най-пълноценната си изява. Пиесата, първоначално наречена „Федра и Иполит“, е написана в александрийски стих – 1654 г. Премиерата ѝ е била на 1 януари 1677 г. в хотел „Le Burgundy“ в Париж. Издател на творбата е Жан Рибу.
Във „Федра“ Расин отново избира тема от гръцката митология, върху която вече са работили гръцки и римски трагични поети.

## Действащи лица
- Тезей – цар на Атина, син на Егей
- Федра – съпруга на Тезей, дъщеря на Минос и Пасифая
- Иполит – син на Тезей и Антиопа, царицата на амазонките
- Арикия – принцеса от царски род на Атина
- Енона – дойка и довереница на Федра
- Исмена – довереница на Арикия
- Панопа– жена от обкръжението на Федра
- Стражи

## Сюжет
Действието се развива в Трезена, Пелопонес. Иполит иска да напусне града и да тръгне в търсене на баща си – цар Тезей, който отсъства от шест месеца. Иполит признава, че е влюбен в Арикия (тя е последната потомка от рода на Паланкидите – заклетите врагове на Тезей). През това време Федра е разкъсвана от чувствата си, които изпитва към своя доведен син – Иполит, защото по този начин тя ще бъде опозорена. В града се появява слух, че Тезей е мъртъв и тогава Енона кара Федра да сподели чувствата си към Иполит, с претекст, че така би спасила родния си син. През това време Иполит признава чувствата си към Арикия. След това обаче Тезей се връща. Енона успява да го излъже, че Иполит има чувства към Федра, а не обратното. Вследствие на това Иполит е изгонен от Трезена. Историята завършва със смъртта на Иполит и Федра.

## Предговор
Сюжетът за трагедията е взет от творбите на Еврипид („Иполит“) и Сенека („Федра“). Авторът известява в предговора към първото печатно издание, че е внесъл някои промени, съобразени със съвременната му епоха.

## Първо действие[1]
Първа поява
Действащи лица: Иполит, Терамен
Действието се развива между Терамен и Иполит. Иполит му заявява, че ще замине да търси баща си и говори за това, че Федра е лоша мащеха. Терамен го разпитва каква е причината и обяснява къде е търсил Тезей. Иполит непряко заявява, че причина за неговото заминаване е и Арикия. Завършва с думите на Иполит, които Терамен трябва да предаде на Федра, че Иполит има дълг да намери баща си: „Енона мъчат днес? Едва върви… Защо ли?“
Втора поява
Действащи лица: Иполит, Терамен, Енона
Енона е притеснена за Федра, която гасне от тъгата си всеки ден, без да е ясна причината за нея. А Иполит отговаря, че е по-добре Федра да не отива при тях, за да не гледа омразното му лице.
Трета поява
Действащи лица: Федра, Енона
Федра – „Защо не съм сега край тихите гори? Кога ще видя пак прекрасната квадрига със буйния си бяг в простора прах да вдига? Федра Безумна аз! Къде съм? Как можах мечтите си на глас да изрека без страх?" Енона я пита откъде са я обзели тези мисли за смърт и ѝ казва: "Помнете, той е враг на целия ви род, на амазонка син! И своя произход сам Иполит…“ Кара я да живее, за да не попаднат под властта на Иполит децата на Федра. Федра признава тайната си – обича Иполит (враг) – Венера преследва целия ѝ род. „Срещу самата мен въставайки безспир, да бъда негов враг опитах най-подир: за да го заточа, поех омразна роля, на мащеха злъчта изрекох по неволя, изгнанието му изисках аз и щом го отстраних далеч от бащиния дом, отдъхнах си за миг от гибелното бреме, но кратко бе това почти спокойно време, когато криех аз дълбоко в мен скръбта и вярност към Тезей показвах пред света. Напразно! От съдба жестока бях сразена! Доведе ме Тезей със себе си в Трезена.“ (Хелиос, бащата на Пасифая, видял любовната среща между Венера и Арей и издал тяхната тайна на Венериния съпруг Хефест богинята на любовта си отмъщавала на целия му род.
Четвърта поява
Действащи лица: Федра, Енона, Панопа
Панопа съобщава, че Тезей е умрял, и как едните искат да възцарят сина на Федра, а другите – Иполит (чужденеца).
Пета поява
Действащи лица: Федра, Енона
Енона я кара да спре да мисли за смъртта и да помогне на сина си да си вземе властта. Федра се съгласява, че трябва синът ѝ да разчита на нея. (допълнително, че Арикия може да вземе властта)

## Второ действие[2]
Първа поява
Действащи лица: Арикия, Исмена
Арикия узнава как Иполит иска да се сбогува с нея, как Гърция би се радвала да стане господарка, как Тезей е умрял, влизайки в Ада, където могат да влязат само мъртвите, как тя вече не е пленница, а е свободна. „в Трезена Иполит за цар тъкмят.... Наследница на цар – потомък на Земята, едничка оцелях след кървава разплата: шестима братя аз загубих изведнъж в разцвет на младостта; в рода ни всеки мъж с желязо бе сразен върху пръстта – във нея кръвта си с горест вля родът на Ерехтея. А знаеш след това, че бе провъзгласен закона – никой грък да не избира мен." Арикия разбира от Исмена, че Иполит я обича. "Обичам в него аз и външността красива, природен дар е тя, приятен, щем не щем, макар че Иполит презира го съвсем, но повече ценя душата му, защото прилича на Тезей единствено с доброто, признавам, затова го смятам за герой, че в плен на любовта не е попадал той“. Завършва с думите на Исмена – „Пристига той самия при вас“.
Втора поява
Действащи лица: Иполит, Арикия, Исмена
Иполит дава свободата на Арикия. Казва ѝ, че нов престолонаследник на Атина трябва да е той, синът на Федра или Арикия, чиито деди са били преди владетели. Казва ѝ, че ще се откаже от този престол в нейна полза и ѝ споделя, че я обича.
Трета поява
Действащи лица: Иполит, Арикия, Терамен, Исмена
Терамен съобщава, че Федра идва да говори с Иполит. Княже Иполит казва, че заминава. Арикия го кара да говори с Федра и го изпраща с думите: „Вървете, княже, с чест към благородна цел и моите права в Атина възвърнете. Приемам ги от вас. Но виждат боговете: макар че чест е там да бъдеш господар, за мен това не е най-скъпият ви дар.“
Четвърта поява
Действащи лица: Иполит, Терамен
Коментар, какво е стегнато за път.
Пета поява
Действащи лица: Федра, Иполит, Енона
Федра и Иполит си говорят. Тя казва, че синът ѝ е загубил баща си, а може би скоро и майка си ще загуби, и как е още безсилен да се бори със злото, което Иполит може да му стори. Но той отвръща, че такава низост не е за него. Тя му се „извинява“ за злините, които му е причинила, но той сякаш я разбира. Федра му се обяснява в любов, но Иполит ѝ казва, че ще напусне. Тя му отговаря, че е наказание от боговете, че той трябва да я убие „Убивай тая твар, не чакай миг дори – сърцето ми е тук – побързай, удари!“, моли го да ѝ даде меча си. Енона я кара да тръгнат, защото чува стъпки и този позор не трябва да го види някой друг.
Шеста поява
Действащи лица: Иполит, Терамен
Иполит му казва, че заради Федра трябва да заминат. Терамен съобщава, че в Атина родовете са гласували и са избрали сина на Федра за цар и тя вече знае, както и за слуха, че в Епир един човек е видял баща му жив. Ще проучат слуха.

## Трето действие[3]
Първа поява
Действащи лица: Федра, Енона
Федра е нещастна заради отношението на Иполит към нея. Тя се терзае за това, че е допуснала някой да разбере тайната ѝ. Федра страда от неговото безчувствие и готовност да избяга от нея. Тя мисли, че Иполит вече смята меча си за осквернен, защото се е докоснал до нея. Енона припомня на Федра, че е потомка на Минос и това не ѝ приляга. Според нея господарката трябва незабавно да поеме властта. Федра твърди, че щом не може да управлява собствените си желания, не е способна да управлява и държавата. Царицата отказва да бяга от Иполит, дори смята, че за тях може би има надежда и че е успяла да му вдъхне любов. Енона се възпротивява на това и казва, че той е онемял и е презрял Федра. Тя, от своя страна, го защитава, като отговаря, че той просто се е изненадал, защото дотогава не е чувал за любов, и е сигурна, че Иполит не би избрал друга пред нея. Федра праща Енона да предложи на Иполит короната на Атина. Царицата смята, че той добре би заел ролята на баща за нейния собствен син.
Втора поява
Действащи лица: Федра
Федра се обръща към богинята Венера за жестокостите, поднесени от нея. Тя иска да бъде отмъстена, като той я обикне. След това Федра се обръща към Енона с въпроса, дали той не желае да чуе за нея.
Трета поява
Действащи лица: Федра, Енона
Енона съобщава на Федра, че Тезей не е убит. Тя е видяла хората, събрали се да го чакат. Федра е ужасена и започва да говори за смъртта си, за нея това е краят. Тя си представя как Тезей ще се появи заедно с Иполит пред нея. Не е сигурна дали той ще премълчи истината. Тя е готова сама да разгласи. Смъртта за нея не е толкова голяма мъка. Тя е притеснена за децата си, за това какво ще наследят те от нея. Федра не иска те да останат без близки, заради нейния позор. Енона се опитва да убеди Федра, че смъртта не е изход, защото по този начин тя признава вината си и така Иполит ще победи. Енона я подтиква първа да обвини Иполит, а за доказателство да ползва забравения меч. Енона дори е готова сама да каже лъжата на Тезей, за да запази живота на господарката си. Успокоява я, че Тезей не би посегнал на живота на собствения си син. Федра се съгласява.
Четвърта поява
Действащи лица: Тезей, Федра, Иполит, Терамен, Енона
Тезей е щастлив да види съпругата си отново. Тя му споделя, че вече не е достойна за милите му слова.
Пета поява
Действащи лица: Тезей, Иполит, Терамен
Тезей е учуден от хладното посрещане. Иполит настоява Федра да му обясни причините за това. Той иска да замине в някоя далечна земя, за да е по-далеч от нея. Казва на баща си, че иска да тръгне на път, за да срещне силни врагове и да участва в големи битки. Тезей се обръща към Небето, не разбира защо близките му искат да бягат от него. Казва, че по-добре би било да си е останал в затвора.
Шеста поява
Действащи лица: Иполит, Терамен
Иполит не е сигурен как би реагирал царят, ако Федра признае. Той е много притеснен от реакцията на Тезей към любовта му с Арикия.

## Четвърто действие[4]
Първа поява
Действащи лица: Тезей, Енона
Тезей е ядосан, защото Енона му е разказала лъжата за Иполит. Царят познава меча на сина си и е учуден от това, че Федра се е опитала да го прикрие. Енона твърди как е видяла Иполит да вдига меча си срещу Федра и е изтичала, за да спаси господарката си. Тезей се пита дали тази страст на Иполит не се е появила още в Атина.
Втора поява
Действащи лица: Тезей, Иполит
Тезей гледа достойния вид на лицето на сина си и се чуди, защо нищо по хорските лица не показва какви са те всъщност. Той е отвратен от Иполит. Нарича го чудовище, изменник, престъпник. Гони го от земите си и се обръща към Нептун, който е обещал на Тезей да му изпълни едно желание. Царят иска да отмъсти и Иполит трябва да умре. Иполит е онемял от обвиненията на баща си. Тезей му казва, че е трябвало да прибере поне оръжието си. Дори в този момент Иполит не казва истината за чувствата на Федра, за да не нарани баща си още повече. Той твърди, че един порядъчен човек не може за ден да стане злодей, че сърцето му е чисто и че той не е роб на мъжката си плът. Царят му отговаря, че той отдавна не е имал очи за друга, освен за Федра. В този момент Иполит решава да признае любовта си към Арикия, готов е да се закълне, но Тезей не му вярва и иска от него да замине възможно най-далеч. Царският син намесва майката на Федра и твърди, че прелюбодеянието е в кръвта на съпругата на баща му.
Трета поява
Действащи лица: Тезей
Царят е сигурен, че Нептун ще унищожи Иполит, веднага щом той напусне Трезена. Споделя, че дори след страшната постъпка е обичал сина си, но не може да преглътне този позор.
Четвърта поява
Действащи лица: Тезей, Федра
Федра отива при съпруга си с молба да не убива Иполит. Тезей отговаря, че престъпникът е излязъл жив от Трезена, но скоро ще бъде убит от Нептун. Царят споделя на Федра обвиненията на Иполит към нея, също и за опита да излъже за любовта към Арикия.
Пета поява
Действащи лица: Федра
Тя е тъжна заради новината за любовта на Иполит към Арикия. Царицата е смятала, че той е студен към всички жени и друга не може да го отнеме от нея.
Шеста поява
Действащи лица: Федра, Енона
Федра споделя на дойката си за любимата на своя доведен син. Пита Енона дали знае кога Иполит и Арикия изобщо са се виждали. Дойката се опитва да успокои господарката си, като ѝ казва, че той скоро ще бъде много далеч и тяхната любов е невъзможна. Федра е сигурна, че дори тогава те пак ще се обичат и за нея това е обидно. Погълната от ревността си, тя иска смъртта на Арикия, но не може да извърши такова злодеяние, защото нейният родоначалник (Хелиос – бог на Слънцето) я гледа от небето. Тя мисли за това как баща ѝ, който съди на смъртните делата, би бил ужасен от греховете на собствената му дъщеря. Енона казва на господарката си, че тя не е единствената, покорена от любовта, и че дори боговете на Олимп понякога грешат. Тези думи не се харесват на Федра. Тя обвинява дойката си, че е наклеветила Иполит по този начин. Царицата е ядосана, защото именно Енона я е подтикнала към всички действия спрямо Иполит. Федра прогонва дойката си.

## Пето действие[5]
Първа поява
Действащи лица: Иполит, Арикия, Исмена
Иполит и Арикия се сбогуват. Тя го пита за причината, поради която не иска да каже истината на Тезей. Царският син не желае да опетни името на баща си по такъв начин. Иполит моли Арикия да замине с него, но тя смята, че това ще се отрази зле на честта ѝ. Затова той ѝ предлага да замине като негова съпруга. Иполит иска двамата да се венчаят отвъд пределите на града. Арикия му казва, че е по-добре той да замине, а тя да остане, за да не заподозре нещо Тезей. Но иска от Иполит да ѝ изпрати водач, който да я заведе при него.
Втора поява
Действащи лица: Тезей, Арикия, Исмена
Арикия иска от Исмена да подготви всичко за предстоящото бягство.
Трета поява
Действащи лица: Тезей, Арикия
Тезей пита Арикия защо Иполит се е отбил при нея, а тя му отвръща, че двамата са се сбогували завинаги. Царят я предупреждава да не вярва на клетвите и лъжите му. Момичето му отговаря, че не бива да вярва на грозните клевети. Казва му, че макар да е убил много чудовища по света, все още му предстои да се справи с едно много голямо.
Четвърта поява
Действащи лица: Тезей
Царят започва да се колебае във вината на сина си. Иска да разпита отново Енона и заповядва на войниците му да я доведат.
Пета поява
Действащи лица: Тезей, Панопа
Панопа е притеснена за царицата, защото е прогонила Енона, която след това се е хвърлила в морето. Смъртта на дойката обаче не е успокоила Федра, а напротив, Съпругата на царя не спира да плаче и да се държи странно. Тезей е озадачен и заповядва да доведат сина му. Когато остава сам, царят моли Нептун да отложи желаното от него. Тезей започва да се притеснява дали Иполит вече не е мъртъв.
Шеста поява
Действащи лица: Тезей, Терамен
Плачейки, Терамен се явява пред царя и му казва, че Иполит е умрял. Тезей иска да знае как се е случило. Терамен му обяснява, че чудовищна ламя, покрита с броня, е излязла от морето. Иполит я е ранил в корема. Конете, сякаш подтиквани от неизвестен бог, започнали да бягат бързо. Иполит се оказал заплетен и впоследствие влачен от тях. С последни сили царският син заръчал на Терамен да бди над Арикия. Тя също е видяла мъртвия си любим, докато е отивала към храма.
Седма поява
Действащи лица: Тезей, Федра, Терамен, Панопа, стража
Тезей страда за сина си. Готов е да замине далеч, за да се усамоти. Федра оневинява Иполит пред царя. Признава му истината за любовта си, за това как Енона е разказала лъжите за Иполит. Панопа казва, че царицата умира, защото е взела отрова. В чест на сина си, Тезей решава да осинови Арикия.

## Образът на Федра
В трагедията си „Федра“ Расин се изявява като забележителен познавач на женското сърце и на съдбовните страсти. Тук ревността е двигател на трагичното действие. Когато Федра узнава, че Иполит е влюбен в девойката Арикия, у нея заговаря ревността на пренебрегнатата жена и тя се поддава на увещанията на Енона да оклевети Иполит. Доминиращият над всички образи е този на Федра. Това се поражда от трагедийната мощ, която излъчва героинята, и я извисява над Иполит, който в съгласие с античния сюжет, е жертва на гибелната страст на мащехата си.
Трагедията „Федра“ е най-дискутираната Расинова творба, защото тя надхвърля границите на епохата и поставя проблеми, неприсъщи за времето на крал Луи XIV. У Федра има нещо болезнено, дори патологично, предопределено от произхода ѝ и загатнато от знаменитата перифраза на героинята – „на Пасифая и Минос дъщеря“.
Изследователи интерпретират произведението като „отсрочка“ на заслужена гибел, а Федра – като душа, лишена от благодат и поради това обречена. Разбирането за героинята като „християнка преди Христа“ е утвърдено в епохата на Ранния френски романтизъм от Шатобриан.

Федра говори с езика на страстта и ревността на пренебрегнатата жена. Монологът на Федра, в който тя споделя пред Иполит невъзможността да се пребори с обзелата я страст към него: 
Обичам. Не мисли, че аз самата мога
да одобря това. Изпълнена с тревога,
когато тая страст ума ми помрачи,
бунтувах се, назад извръщайки очи;
под удара на мъст небесна се намирам
и повече от теб самата се презирам.
Кълна се, че е тъй – във тия богове,
чиято помощ все сърцето ми зове,
ала печелят те сега жестока слава,
че в слабата жена разпалват жар такава.
Но припомни си сам: какво не предприех!
И бягството ми щом завърши с неуспех,
прокудих те, но туй без полза се оказа.
За да ти устоя, разпалвах в теб омраза.
Какво постигнах тъй? Намрази ме, нали?
Но моята любов това не намали!
Изпаднал във беда, получи чар в добавка.
Топях се в огън, в плач… Това не бе прищявка,
а страшна мъка – виж, съня ми тя отне,
но ти не спираш взор на мен за миг поне…
(„Федра“ II,5, прев. от фр. Пенчо Симов)

## Образът на Арикия
Образът на Арикия е нововъведение на драматургията, което цели, не само да възбуди ревността на Федра, но и да мотивира трагическата вина на героинята, която в древността била предпоставяна митологически, като отмъщение на оскърбената богиня Афродита. Арикия по Расин била единствената потомка на Паланкидите, заклети врагове на цар Тезей. По този начин авторът мотивира трагическата вина на Иполит като предателство спрямо родовата кауза, защото той предлага ръката и престола си на Арикия.

## Образът на Иполит
Заради любовта си към Арикия, Иполит става предател към родовата кауза, което става неговата трагична вина в произведението. Иполит признава любовта си пред възпитателя си Терамен, а Федра прави същото пред довереницата си Енона. След известието за мнимата смърт на Тезей, Иполит предлага сърцето и престола си на Арикия, а по-късно същото прави пред Иполит и Федра.

## Възникване
Сюжетът за трагедията е взет от творбите на Еврипид („Иполит“) и Сенека („Федра“). Но както известява авторът в предговора към първото печатно издание, внесъл е някои промени, съобразени със съвременната му епоха. При Расин подтик за обяснението на Федра в любов към доведения ѝ син е лъжливото известие за смъртта на съпруга ѝ Тезей. Смекчено е при него и обвинението в насилие, отправено от Еврипидовата Федра. То е определено като опит за насилие и е вложено в устата на Енона, дойката на героинята, тъй като подобна клетва би била неуместна за една царица. Главната героиня Федра, както и повечето от останалите герои, произхождат от Гръцката митология.
Родословието на Федра дава няколко индикации, които биха могли да предскажат съдбата ѝ. Тя е потомка на Хелиос, богът на Слънцето, и Пасифая. Въпреки това, Федра избягва присъствието на слънцето в пиесата. Бащата на Федра – Минос е отговорен за душите на мъртвите при пристигането им в Хадес. Федра е погълната от любовта си към доведения си син, както другите жени от семейството ѝ, които също имат желания, смятани за табу. Майката на Федра – Пасифая е била прокълната от Афродита да се влюби в бял бик, давайки живот на легендарния Минотавър. Федра среща Тезей, когато той убива нейния полубрат Минотавъра.

## Премиера на „Федра“ във Франция
Премиерата на „Федра“ е на 1 януари 1677 г. в Хотел Бургунд. Тогава тя няма успех, заради заговора, организиран от херцогиня Дьо Буйон, херцог Дьо Ньовер и мадам Дезулиер, които най-напред уговорили драматурга Никола Прадон да напише трагедия на същата тема. Пиесата на Прадон била поставена в театър „Генего“ няколко дни след Расиновата. Богатите аристократи успели да изкупят всички билети за първите 6 представления в двата театъра. Така те устроили шумни овации за бездарната трагедия на Прадон и полупразна зала за пиесата на Расин. Скандалът между привържениците и противниците на Расин прераснал в размяна на оскърбителни сонети: обещавали на драматурга да го натупат с бастун. След седмото представление обаче нещата започнали да се наместват, след като публиката получила реален достъп до двата театъра. Пиесата на Прадон се провалила и паднала от репертоара, а тази на Расин се утвърдила и била оценена високо. След „Федра“ Расин решава да скъса с театъра, престава да пише на светски теми и се посвещава на религията и на краля.
През 1674 г. Расин бива назначен от Луи XIV за негов личен историограф. През 1689 г. мадам Дьо Ментьонон, втора съпруга на Луи XIV помолила Расин да напише една литургическа драма, която нейните възпитанички от манастирското училище Сен-Сир да изиграят без декори. Още на същата година той написал библейската драма „Естер“.

## Поставяне на сцена в България
Споменаването на пиесата „Федра“ е свързано с гастрола на „Комеди Франсез“ в България през 30-те години на 20 век, когато на сцената на Народния театър „Иван Вазов“ се представя „Федра“ на Расин с прочутата френска актриса Мари Бел в главната роля.
Габровски драматичен театър „Рачо Стоянов“ – 1980 г.:
режисьор – Стефка Прохаскова
сценарист/ художник – Ардаш Тавукчиян
Катя Захариева – Федра – гост
Божидар Янков – Иполит
Илия Костадинов – Иполит
Корнелия Цачева – Арикия
Ив. Герасимов – Тезей
Френски драматичен театър – Франция:
режисьор – Реймонд Жером
директор – Мари Бел
актьорски състав: Мари Бел, Жак Дакмин, Анриет Баро, Юбер Ноел
ръководител – Маркет гост театър
Учебен драматичен театър НАТФИЗ „Кр. Сарафов“ – София, сезон 2014/2015:
По Жан Расин, Марина Цветаева
режисьор – Александра Петрова
художествен ръководител – Снежана Танковска
актьорски състав: Теодора Кулева, Живко Симеонов, Живко Ковачев, Велизар Емануилов
Студенти от класа на проф. Снежина Танковска.

## Преводи
Български език: Пенчо Симов прави превод на български език от френски през 1974 г. „Федра“ – сб."Френски театър на класицизма", изд. Народна култура, София, 1974. с. 391. Редактор: Марко Ганчев. Художник: Иван Кьосев. Дадена за набор: 30.V.1974 г. Подписана за печат: октомври 1974 г. Излязла от печат: ноември 1974 г. Печатни коли 25. Издателски коли 19. ДПК „Димитър Благоев“
Немски език: Фридрих Шилер превежда „Федра“ на немски език, като това е последната му завършена творба (1805 г.). Ernst Wilhelm Août Gräfenhan (1825), Wilhelm Willige (1956), Rudolf Alexander Schröder (1958), Wolf Steinsieck (1995)
Английски език: Робърт Лоуел (1961), Уолъс Фоули (1962), Дж. Кейнкрос (1982), Тед Хюз (свободен стих, 1998), Чарлз Сисън (2001), Тимбърлейк Уертенбейкър (2009); Английски издания: Phèdre – 1995, Iphigenia/Phaedra/Athaliah – 1963, Phèdre – 1962, б Britannicus, Phaedra, Athaliah – 2001, Phèdre – 2001.
Датски език: JH Schønheyer (1790), CE Falbe Hansen (1945), Erik Rosekamp (2007)
Испански език: Pablo Olavide (1786), Carlos Pujol (1982), Rosa Cachel (1983), Dolores Fernández Lladó (1985), Nydia Lamarque, Paloma Ortiz García (2003).
Италиански език: Джузепе Унгарети (1950 г.)
Холандски език: Х. ван Брахт (1715 г.), Ханс Баккс (1982)
Норвежки език: Халдис Морен Весаас (1960 г., първи превод), Джон Фос (2005)
Руски език: MA Donskoy (1970).
Шведски език: Gudmund Jöran Adlerbeth (1797, première Traduction), Karl Août Hagberg (1906), Thomas Kinding (1964) [bureaux en alexandrins trois], Göran O. Eriksson (1996), Anders Bodegård (2006)
Преведена е също и от шотландския поет Едуин Морган през 2000 г., а през 2001 г. печели награда за превода си.
В Каталуния: Joaquim Ruyra (1946), Bonaventura Vallespinosa (1967), Modest Prats (1999)

## Музика
Жан-Филип Рамо , Иполит и Арисия (1733) лирична трагедия.
Бенджамин Бритън , Федра (1975) кантата.